# Jacques Mérigot
Jacques Mérigot (1760-1824) est un peintre aquarelliste, éditeur d'estampes et graveur français qui effectue une partie de sa carrière à Rome puis à Londres, se spécialisant dans le paysage.

## Biographie
Fils de l'éditeur parisien Jacques-François I Mérigot (vers 1720-1799), né Jacques-François II Mérigot, il est l'élève de Joseph-Marie Vien en 1778. Il entreprend ensuite le voyage en Italie, résidant à Rome (1772-1797) après être passé par la Suisse, et, à partir de 1791, aussi à Paris. Il se rend en 1797 à Londres où il semble être décédé. Ses informations biographiques sont en partie incertaines.
Il signe ses premiers travaux gravés « Mérigot fils » puis « J. Mérigot ». Il pratique le burin, l'aquatinte ou manière de lavis, et l'aquarelle. En 1788, est publiée la suite gravée Promenade ou Itinéraire des jardins d'Ermenonville, dont il est l'artisan, son adresse à Paris est alors « rue Basse-du-Rempart ».
Il exerce son métier à Paris au moins jusqu'en jusqu'en 1791, soit quai des Augustins, soit rue Pavée. Après le voyage à Rome, on le retrouve à Londres au milieu des années 1790, ville où il s'établit dans le quartier de Haymarket (1796). On le connaît sous le nom de « James Merigot ». Il transcrit le travail de l'architecte Auguste Charles Pugin (1806), et donne des leçons de dessin à la famille de cet artiste, dont le jeune Augustus Pugin. Il participe à la suite gravée Views of the Lakes of Cumberland, with twenty aquatints by James Merigot  (1795), d'après des aquarelles de John Warwick Smith.
En 1815, paraît à Londres, A select collection of views and ruins in Rome and its vicinity – recently executed from drawings made upon the spot, des vues de Rome d'après ses esquisses et aquarelles exécutées en Italie, en réalité des années plus tôt. Dans la foulée, il devient l'éditeur d'un périodique, The Amateur's Portfolio, or, The new drawing magazine : being a selection of lessons calculated to make the art of drawing easy, and founded upon the principles of geometry and practical perspective, destiné aux étudiants et collectionneurs d'art. Cette publication, éditée à Londres, prend fin en 1816.

## Œuvre
Le récolement de son travail reste à entreprendre, rendu complexe par quelques incertitudes entre, d'une part, sa vie à Paris, et, d'autre part, ses activités à Londres ; le lien entre les deux semble cependant ne faire aucun doute : il s'agit bien du même artiste,.

### Paris
- Louis Stanislas de Girardin, Promenade ou Itinéraire des jardins d'Ermenonville, Paris, Mérigot père, Gattey et Guyot, 1788, avec vingt-cinq vues dessinées et gravées[7].
- Promenades, ou, Itinéraire des jardins de Chantilly, Paris, Desenne, Gattey et Guyot, 1791, avec vingt vues dessinées et gravées — lire sur archive.org.

### Rome

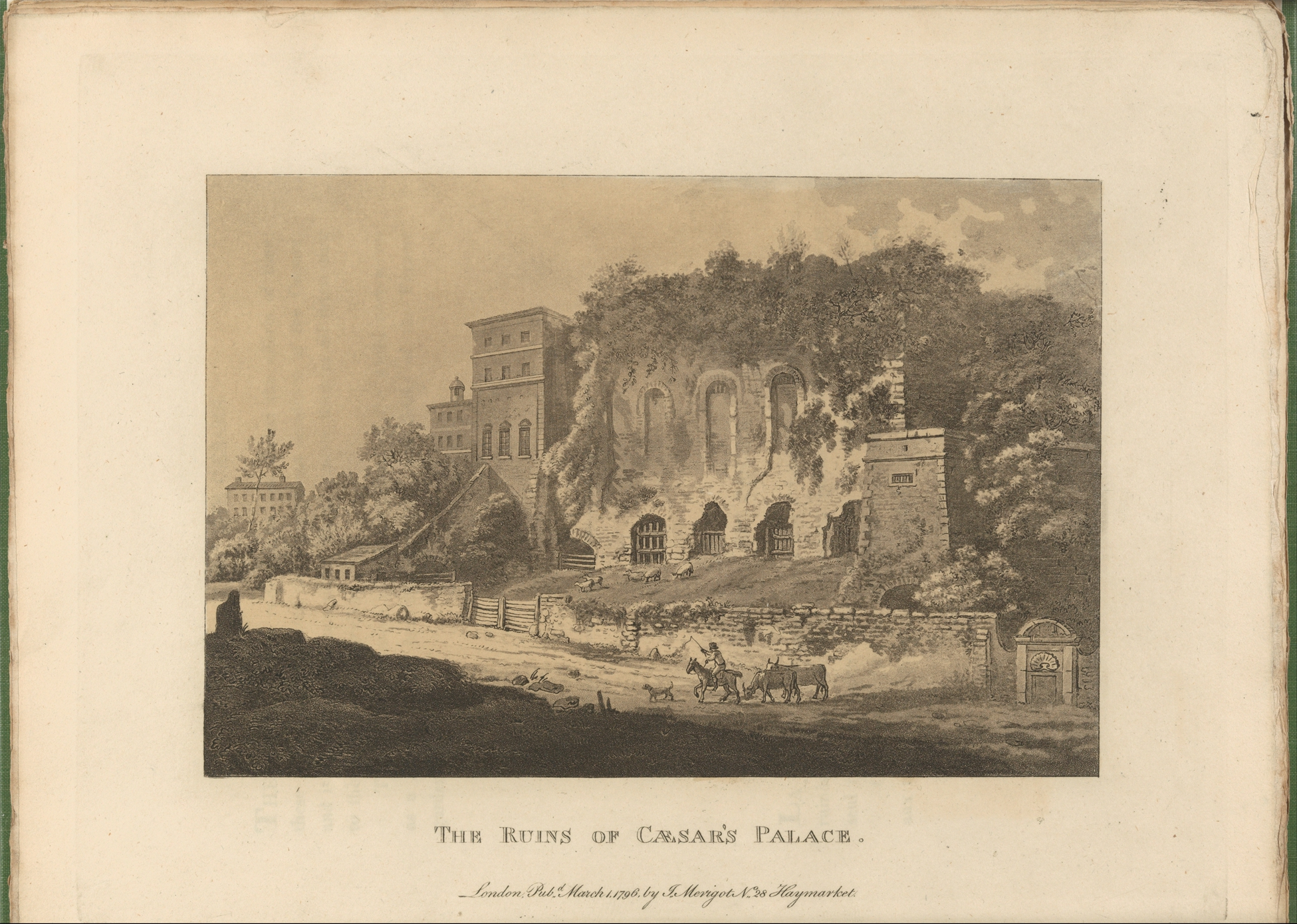
« The Ruins of Caesar's Palace », eau-forte tirée des Ruines de Rome, série publiée en 1796, à Londres.

La Casa di Goethe (Maison de Goethe) possède des eaux-fortes de cet artiste, réunies sous le titre Ciclo di Aqueforti, les titres sont en anglais. :
- Ponte Rotto (Pont effondré) — il s’agit du pont Ǽmilius reconstruit plusieurs fois et toujours emporté par les crues.
- Grotto of the Sirens (Grotte des Sirènes) — grotte à la Villa Gregoriana de Tivoli.
- Temple of Remus and Romulus (Temple de Rémus et Romulus) — il s'agit du temple de Romulus sur le bord de la Voie Sacrée à Rome.
- The ruins of Caesar’s Palace (Les ruines du Palais de César).
- Temple of the God Rediculus (Temple du Dieu Rédicule) — temple du Dieu du retour, en réalité, cénotaphe de Appia Annia Regilla, noble romaine assassinée par son époux en Grèce en 160, sur via Appia.
- Temple of Venus (Temple de Vénus) — près du Colisée et de l’Arc de Titus.
- Temple of Venus and Cupid (Temple de Vénus et Cupidon) — ruines se trouvant dans un complexe archéologique proche de Santa Croce in Gerusalemme.
- Stable of Maecenate’s Villa (Écuries de la Villa de Mécène) — situées dans le complexe archéologique de Tivoli.
- Temple of Fortuna Virilis (Temple de la Fortune Virile — en réalité Temple de Portunus, place de la Bocca de la Verità.

### Londres
- John Stoddart, Remarks on Local Scenery and Manners in Scotland, [Londres], 2 tomes, 1801, avec vingt gravures.
- [collectif] Charles Hamilton Smith, Selections of the Ancient Costume of Great Britain and Ireland, [Londres], 1814.
- [Ruines de Rome] A select collection of views and ruins in Rome and its vicinity : recently executed from drawings made upon the spot, Londres, Robinsons, White, Faulder, Evans, 1815 ; publié une première fois avec R. Edwards [?], Londres, 1796-1799, comprenant 62 eaux fortes — lire sur archive.org.